# ナラクノアドゥ
『ナラクノアドゥ』は、山本晋による日本の漫画作品。『コミッククリア』（KADOKAWA）にて、2015年11月13日から連載・ウェブ配信、2018年11月2日にて完結。

## あらすじ
人類は12の魔王に脅かされ、多くの国が滅び、滅亡の寸前であった。しかし、最も強力な第十二位の魔王、次いで第十一位の魔王が消滅したことで、残った10人の魔王は姿をひそめ、平和が戻っていった。そして、16年後　第10位の魔王モーテムが侵攻を始め、再び人類に滅亡の危機が迫っていた。英雄官アドゥは4人の仲間と共には人々を救うため、魔王モーテムに立ち向かっていくが、あえなく全滅する。モーテムは再度侵攻を始めようと油断したところ、死んだはずのアドゥから致命傷となる攻撃を受ける。実はアドゥの正体は消滅したはずの第十二位の魔王 那落の王であり、人間になるため、全ての魔王を滅ぼすのだと言う。魔王・人間の両方から裏切り者と呼ばれながらも、アドゥは残り9人の魔王を滅ぼすための闘いを続ける。
第九位サピュエヌの出現
モーテムにより全ての人材(手駒）を失ったアドゥは再び魔王を倒すための人材探しを始める。人材探しの一環として獣人討伐作戦に参加し、傭兵少女ヨミと出会う。作戦はトロールの出現により壊滅に終わり、二人は逃げる途中、魔王サピュエヌの侵攻を目撃する。サピュエヌを追うアドゥは英雄官ユングとその仲間に出会い、深層の悪魔に襲われる。アドゥは悪魔体となり、深層の悪魔を撃退するが、正体を見たヨミ達を殺そうとする。ヨミたちは魔王を倒すための協力を申し出、アドゥは口封じの呪いを施し、アドゥ・ヨミ・ユング3人はサピュエヌを追う。王都アズルでヨミは異母姉妹ヨミ(もうひとりのヨミ）と出会う中、サピュエヌによる王都の侵攻が始まる。将軍ノートンはもうひとりのヨミを犠牲にし、雲薙ぎ砲の発射を準備する。アドゥは雲薙ぎ砲発射の為、サピュエヌと対峙するが、敗北し、瀕死の重傷を負う。そして、英雄官イシュハストとユング達がサピュエヌ配下の悪魔と戦う中、悪魔により切り札の雲薙ぎ砲はついに発射不能となってしまう…！
第七位ウェンチュアラと第六位ニグルストゥルの出現
サピュエヌの出現から立て続けに第七位魔王ウェンチュアラと第六位魔王ニグルストゥルの兄弟魔王が現れ、アズル王都は壊滅してしまう。王都から逃げのびたアドゥ達はローデイン王国で英雄官ルーにより悪魔検分として拘束される。捕らわれた砦で悪魔の襲撃が起こり、ユングは悪魔に憑依される。ルーはユングを助けるため、人から忌み嫌われた魔法の力を使い、ユングの救出に成功する。砦から脱出後、ニグルストゥルが侵攻を開始し、対魔王戦のため、アドゥ達はルーの祖父ヘルムートに協力を求める。ヘルムートの協力により、魔王の動向を探る中、アドゥは魔王たちを扇動した第八位魔王の存在を確信する。これによりアドゥ達は3人の魔王と同時に対峙せざるを得なくなる。
第五位魔王スピナメウムの侵攻
先の魔王出現から8年後、イシュハストは4人の魔王を倒した英雄として人々の希望の象徴となり、ユング達英雄官が人間の領域内の悪魔を討伐することで世界はかろうじて平和を保っていた。ユングはヨミと共に妹マリーを探す旅に出るが、ヘルムートは人造魔王の完成のため、死罪人隊を使い、ヨミを捕えようとする。アドゥ復活の兆しが見えない中、第五位魔王の侵攻が始まる。

## 登場人物
アドゥ
アズル国の英雄官。その正体は十二階梯 第十二位 那落の魔王。天使と『十二階梯全ての魔王を倒せば、人間になれる』契約をした。魔王を一人倒すごとに人間に近づき、同時に弱体化していく。第十一位の魔王を倒した時点で第十位の魔王を倒す力がなくなったため、強力な力をもつ人間を集め、魔王を倒すチーム（実際には囮）を作ろうと画策する。常に冷静、冷酷、自己都合を優先し、目的のためならば、チームの人間も非情に切り捨てる。人間を懐柔するために常に笑顔であり、相手の性格や性質を分析・交渉する能力は長けている。しかし、人の感情について非合理な部分は理解できない（但し、人間の成長性、気高さ、高潔さには歓心を抱いている）。普段は人間の姿をしており、人間の姿でも優れた剣術を持つが、悪魔体になれば魔王としての力をふるうことができる。魔王を倒すたびに不死性の低下や痛覚の認知、感情の理解と人間に近づいている。魔王として那落に至った悠久の闇を過ごしていく中、人間に名前を呼ばれることで自分を認知し、人間となる動機につながった。ニグルストゥルとの戦いで体を失い、ユングの体の中で復活まで時を待つ。
モーテムと戦った時のチーム
アドゥが10数年の歳月をかけて作ったチーム。メンバーの名前は一切出てこないが、下記の登場人物と関連のある人物もいる。
女魔導士：魔法の力・黒の輪(クロノア)を操る英雄官。ルーの姉と思われる描写がある。
神官：鉄槌を持ち、対死防御などの神の加護による奇跡を操る。孤児のヨミを拾った神父である。
大剣使い：巨大な大剣を片手で扱う二刀流剣士。この大剣は後に死罪人隊の母（マザー）と息子（サン）が弓代わりに用いている。
ドラゴンライダー：巨大な飛竜フリュウフリュを操る青年。
ヨミ
初登場14歳の英雄官志願の少女。王都騎士団と英雄官志願者達による獣人討伐に加わり、そこでアドゥと出会う。快活で、真っ直ぐな心情で、魔王であるアドゥにも物怖じしないなどの度胸がある。孤児であり、盗みを繰り返していたところ、ある教会の神父に拾われる。この神父の教えはヨミの現在の心情につながる。しかし、後任の神父が暴力を振るうアル中であったため、教会を飛び出し、傭兵に志願する。自らの出生は知らなかったが、アズル国将軍ノートンの娘。冒険者ギュンターより魔法の剣・蝗剣（ハーガーブ）を譲られ、俊足を活かした戦いをする。登場時は自称「疾風剣のヨミ」であったが、次第に通り名となった模様。
ユング
元冒険者の英雄官。初登場26歳。第九位の魔王モーテム侵攻時、故郷を悪魔に襲われ、仲間・妹と共に逃げていたところ、アドゥと出会う。妹のマリーを仲間のドミニクに託し、魔王を止めるため、アドゥに付いていく。英雄官になった際には「逃げない」という信念を持っていたが、絶望的な魔王の脅威によりその信念が崩れている。一見粗暴そうに見えるが、逃げ続ける現状に苦しむなど繊細な一面を持つ。悪魔との戦いで生き残り、呪いや悪魔との融合を耐え抜いていくうちに次第に人間離れした力を持つようになり、深層の悪魔と単独で戦えるほどになる。使う武器はカラクリ機工をもつ大剣「ノギス」で、本来強度が弱く、こまめな整備が必要なカラクリ武器は冒険者向きではないが、あえてユングは使っている。ノギスは一度破損したが、アドゥの鎖骨を材料に再現されている。マリーを溺愛している。
ノートン
アズル国の将軍。十二魔王戦争時に人間の連合軍を指揮し、戦ったが魔王モーテムの前に全滅し、唯一生き残った。彼の血脈には魔力に抵抗する力があり、魔王に対抗するため、様々な女性に子供を産ませ、子供は見つけやすいようヨミと名付けさせた。サピュエヌの王都への侵攻で、雲薙ぎ砲の起動をユングたちと行なったが、真上に打ち上げた反動で崩壊した塔の下敷きになり、ヨミ達に魔王討伐を託した。作中に出てこないが名前はアルフレイド＝フォア＝ノートン。
実は生存しており、ヨクラファルサ討伐から8年後にヘルムートによって悪魔の因子を植えつけられた死罪人隊の英雄官の一人、剣（ソード）として活動している。完全に正気を失っており、ヨミ達のことも忘却している。元々の対人能力に加え、サピュエヌの因子を取り込んでいるため、戦闘能力はユングを圧倒する程になっている。
もうひとりのヨミ
アズル国の将軍ノートンの娘、ヨミの異母姉妹。魔力を中和する力を持ち、悪魔もアドゥでさえも、このヨミに近づくことができない。ノートンはヨミの血を抜いて、詰めた雲薙ぎ砲の砲弾により魔王を倒そうとする。
イシュハスト
デーモンスレイヤーの異名を持つ伝説級の英雄官。光の槍の使い手。幼少の頃、東方の国の王子であったが魔王の手下である悪魔に国を滅ぼされた。悪魔ナズガウはイシュハストが力をつけた後に喰うため、あえて見逃した。第七位・六位魔王出現により王都から逃げる人々を守る途中、悪魔ナズガウと戦い敗れ、左手右足を失う負傷をした。救うべき人々を犠牲にしたことから一度は戦うことを諦めてしまう。王都での魔王との戦いの後、4人の魔王を倒した大英雄として、人々の希望となる。
第五位魔王の侵攻により、自ら人造魔王の触媒となり、新たなる魔王光の王イシュハストとなる。巨大な光の槍は無数の悪魔を一瞬で滅ぼす程強力であったが、スピナメウムに見殺しにした子供達とカロリィヌの幻覚を見せられ、スピナメウムに滅ぼされてしまった。
ルー＝ブラック
ローデイン王国の英雄官で法術師。初登場時は21歳。法術で威力を高めた銃や黒の輪などの魔法の力を用いて戦う。子供のころから魔法の力をもち、周囲に忌避されていたため、魔法は使わず、主に法術と銃で戦っていた。悪魔に憑依されたユングを助けるため、魔法を使って戦いだす。ユングとは英雄官試験時に出会っている。王都での魔王との戦いの後、イシュハストと結婚し、子供・ジョナサンをもうける。
ヘルムート
人間嫌いの超一流の魔導士。ルーの祖父。プライドが高く、自らよりも魔道の劣る弟ヴィクタールがアズル国の法術師長・軍参謀長の地位についており、憐憫の目を向けられたことから、弟に対し強い嫉妬心をもつ。その嫉妬心は魔法を操ることもできる強力な人造悪魔試作ブリュンヒルデを作り上げる。ブリュンヒルデを使って、悪魔や魔王の組織を採取し、さらに人造魔王をも作ろうとする。
カロリィヌ
壊滅したアズル国王都に住む性格の歪んだ醜女。自分の人生に絶望しており、負傷したイシュハストを助け、このまま共に世界が滅びることを望む。最終的にイシュハストを悪魔からかばって死に、イシュハストが立ち直るきっかけとなった。
雨（レイン）
死罪人隊の英雄官。貧困家庭に生まれた元娼婦であり、自分に冤罪を被せた英雄官とその判決を下した領主を殺した。

## 十二階梯の魔王
魔王は12人、「真理への探究」と「悟り」により階位が決まる。上位の魔王が滅びても、空席となるだけで下位の魔王が自動的に上がるわけではない。位が低ければ真理から遠ざかり、人間の思考に近いものとなる。アドゥいわく魔王は「滑稽でひどく吝嗇」が共通している。悪魔と同様、他者から奪うことで力を増すため、上位の魔王から侵攻の優先権がある。太陽の光で弱体化するため、日中は雲を従える。人間を滅亡させる理由があるらしいが詳細は不明
第十二位魔王 那落ノ王
名もなき那落に座する魔王。唯一闇の悟りへ至った魔王。アドゥの正体であり、十一位魔王を滅ぼした後失踪。
第十一位魔王
アドゥによって最初に倒された魔王。描写・名前一切なし。
第十位魔王 モーテム
言葉だけで人を殺す魔王。猛獣、女性等いくつもの顔が浮いているような姿をしている。十二魔王戦争時に二十万余りの連合軍を自分の配下もろとも滅ぼした。アドゥと彼が厳選したメンバーと戦い、圧倒的な力で滅ぼしたが、本性を現したアドゥによって滅ぼされる。
第九位魔王 サピュエヌ
巨大な黒王甲蟲に乗り、移動する魔王。途方もなく巨大で、肉のドレスに包まれたような姿をしている。空間そのものを操ることに長け、猶予なく障壁を出現させ操ることができる。
第八位魔王 ヨクラファルサ
歪みの王。人や魔王ですら自らの幻の世界に閉じ込める力を持つ。人間の老爺の顔を持つ山羊もしくは馬のような容姿をしている。魔王の中でも狡猾で、魔王を倒した者（＝アドゥ）をあぶりだすため、モーテム以下の魔王を扇動していた。十二魔王戦争から16年後に魔王たちがほぼ同時に再侵攻を始めたのはヨクラファルサが扇動したため。最古の魔王のひとりで、実力は一つ上のサピュエヌに迫っている。
第七位魔王 ウェンチュアラ
炎と嵐の王。風と炎を操り、焼き尽くす力をもつ。魔王の中では小柄で矮躯の人型だが、頭部が怪鳥の横顔のようになっている。側頭部の嘴にあたる部分から暴風を起こし、翼の炎を拡大させる。ニグルストゥルの弟王。兄と異なり、冷静である。
第六位魔王 ニグルストゥル
泥と腐敗の王。肥満体の男性のような巨大な姿をしている。腹部に目玉があり、その視線を向けたものを腐らせていくことができる。ウェンチュアラの兄王。弟が上位であることを強く僻んでいる。狡猾な他の魔王たちとは違い愚鈍。底力は弟より強いものの性格のおかげで出し抜かれやすい。アドゥに懐柔され、ウェンチュアラとヨクラファルサと戦う。
第五位魔王  スピナメウム
棘の王。ニグルストゥルが倒されてから8年後に再侵攻を開始。黒く巨大な煙のような姿で、対象に対して、心の傷に深くかかわった死者の幻を見せる。

## 悪魔
魔界から生まれ、奪う（主に食べること）で存在としての質量が増し、奪えば奪うほど強力になっていく。また、強力な人間を喰えば、それだけ強くなる。悪魔のほとんどが「浅層の悪魔(シャロウデーモン)」でとどまる。食うだけでなく、破滅や堕落の手段を取り、様々な過程を経て「深層の悪魔（ディープデーモン）」となる。太陽の光に弱く、昼間は活動できない。
深層の悪魔 イグニ
第九位魔王 サピュエヌの配下。配下に強力な人間を探させ、印として串をつけさせる。印のついた人間を自分が食べる。串を刺された人間は死にはしないが、衰弱する。なぜか百人一首の和歌を読んで登場する。
深層の悪魔 ワイリオム
第九位魔王 サピュエヌの配下。誘惑の悪魔。男を魅了する魔力を持ち、魅了した男を食べる。
深層の悪魔 ムァルクァドロ
第九位魔王 サピュエヌの配下。ヒトデのような形状をした悪魔。
深層の悪魔 カントラ
第九位魔王 サピュエヌの配下。雷の悪魔。紳士・執事風の出で立ち。
深層の悪魔 ナズガウ
第七位魔王 ウェンチュアラの配下。武人を気取り、暗黒の騎士を名乗る。イシュハストの国を滅ぼした。
深層の悪魔 シュメ
第六位魔王 ニグルストゥルの配下。人間の弱さにつけ込み憑依し、実体化する悪魔。　
深層の悪魔 カクヒ
南方境界に巣食う悪魔。　死罪人隊により討伐された。

## 世界観
蒸気エンジンや火力により発電を行っており、製鉄や紡績業などの主要産業や鉄道も発達している。しかし、魔王の出現によりこれらは大きく後退している。魔王により人間の住める土地は大きく減少し、残った土地で最大の都市はアズル国王都で300万の人々が住む。他にローデイン王国やトゥーア国がある。

## 用語
英雄官
十二魔王戦争時にふたりの魔王を倒した『何者か』を人々は英雄として賞賛してていた。国は武術や特殊な力をもつ者などを人々の希望の象徴・英雄官として公職につけた。いわゆる希望の看板であるが、英雄官は国境の越境権をもち、悪魔と戦う義務をもつ。しかしが、実際には悪魔と戦わず、無法者と化すものも多い。
獣人
魔王を信仰する一族。一般的に人間より小さいがトロールのように巨体のものもいる。
雲薙ぎ砲（クラウド＝モウ）
アズル国王都に設置された対魔王用大砲。ノートンの指揮の下、法術師ヴィクタールが制作した。通常の砲弾も強力であるが、空間障壁を持つサピュエヌの前には通用しなかった。
法術
地上の理・自然の法則に呪文や印などを使い、干渉する術。ユングの妹マリーは法術師で、水の法を使い、霧を起こしたりできる。
魔法 / 魔術
魔界の理・呪いや死体を動かす術。法術と違い、魔界による力のため、人々に理解困難な術。ルーの祖先はかつて魔法使いとして王宮に仕えていたが、魔王出現に人々は魔法の力を恐れ、追い払われた。
悪魔の階梯書 / クロノアの書
千年前に大魔法使いクロノアが魔界と世界をつなげる門を作り、魔界へ旅立った際に見聞きしたことを記した書物。「悪魔の法則」も記されている。魔界についてかなり調べられているが、魔王については力を隠しているため、ほとんど書かれていない。全11巻。
黒の輪(クロノア）
千年前の大魔法使いクロノアが魔界と現世をつなげるために編み出した魔法の門。ルーはこの魔法を悪魔や魔王から魔力を吸い取る魔法として使っている。
人造悪魔試作ブリュンヒルデ
ヘルムートにより動死体から作り上げた人造悪魔。強靭な身体能力と呪文や印を使わずに魔法を使うなど非常に強力な使い魔。試作品であり、悪魔や魔王の組織を集めるために作られた。
人造魔王
ヘルムートが作成した対魔王の切り札。ブリュンヒルデにより集められた悪魔の組織を元に作り上げられた。完成には強力な触媒を必要とする。
天使
アドゥが人間になるための契約を果たした者。魔王ニグルストゥルとアドゥの戦いに一度だけ介入する。天使がアドゥと契約を果たした真意や目的は不明である。
死罪人隊
ヘルムートが作り上げた英雄官の部隊。悪魔の因子を埋め込まれた罪人。魔王の因子が埋め込まれた武器を操り、深層の悪魔を倒すほどの力をもつ。メンバーは雨（レイン）、井戸（ウェル）、剣（ソード）、赤（レッド）、狩人（ハンター）、母（マザー）、息子（サン）、偽物(フェイク)。

## 書誌情報
- 山本晋 『ナラクノアドゥ』 KADOKAWA/エンターブレイン〈ファミ通クリアコミックス〉、全6巻完結
  1. 2016年5月14日発売 ISBN 978-4-04-734169-2
  2. 2016年12月15日発売 ISBN 978-4-04-734386-3
  3. 2017年5月15日発売 ISBN 978-4-04-734597-3
  4. 2017年11月15日発売 ISBN 978-4-04-734878-3
  5. 2018年6月15日発売 ISBN 978-4-04-735121-9
  6. 2018年12月15日発売 ISBN 978-4-04-735372-5